# South Qu'Appelle (circonscription saskatchewanaise)
Pour les articles homonymes, voir Qu'Appelle (homonymie).
Circonscription électorale provinciale du Canada
South Qu'Appelle est une ancienne circonscription électorale provinciale de la Saskatchewan au Canada. Elle est représentée à l'Assemblée législative de la Saskatchewan de 1905 à 1934.
Issue des 25 premières circonscriptions de la nouvelle province de la Saskatchewan en 1905, elle est abolie avant les élections provinciales de 1934.

## Géographie
Le territoire de la circonscription est maintenant représenté par Indian Head-Milestone et Regina Wascana

## Liste des députés
| Parlement                                                             | Années           | Député            | Député                  | Parti                  |
| South Qu'Appelle                                                      | South Qu'Appelle | South Qu'Appelle  | South Qu'Appelle        | South Qu'Appelle       |
| --------------------------------------------------------------------- | ---------------- | ----------------- | ----------------------- | ---------------------- |
| 1re                                                                   | 1905–1908        |                   | Frederick Haultain      | Provincial Rights (en) |
| 2e                                                                    | 1908–1912        |                   | Frederick Haultain      | Provincial Rights (en) |
| 3e                                                                    | 1912-1912        |                   | Frederick Haultain      | Conservateur           |
| 3e                                                                    | 1912-1917        | Joseph Glenn (en) |                         | Conservateur           |
| 4e                                                                    | 1917–1921        | Joseph Glenn (en) |                         | Conservateur           |
| 5e                                                                    | 1921–1925        |                   | Donald H. McDonald (en) | Indépendant            |
| 6e                                                                    | 1925–1929        |                   | Anton Huck (en)         | Libéral                |
| 7e                                                                    | 1929–1934        |                   | Anton Huck (en)         | Libéral                |
| Circonscription dissoute dans Qu'Appelle-Wolseley, Lumsden et Francis |                  |                   |                         |                        |